# Kubrick Mons

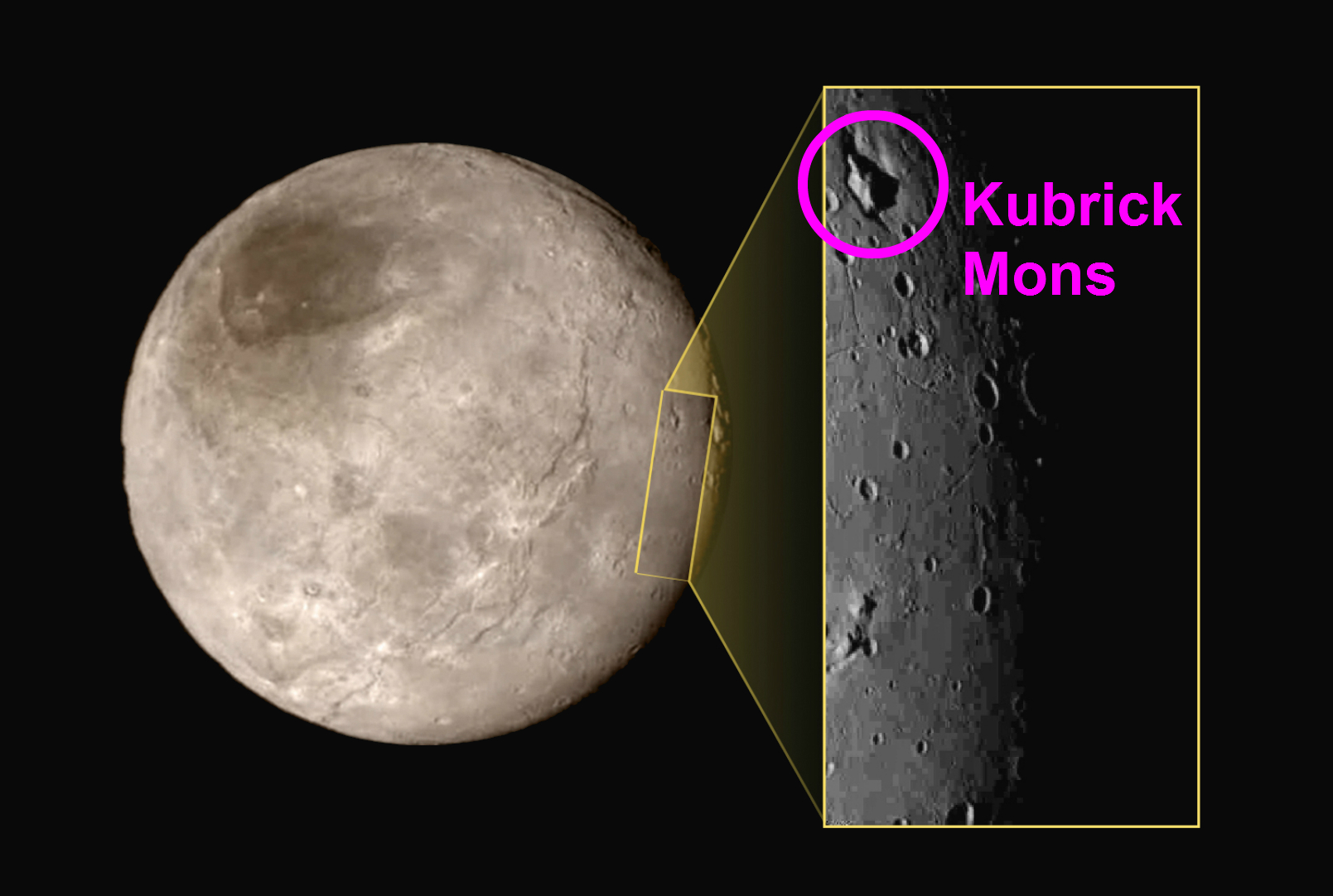
Monte Kubrick (esquina superior izquierda) vista desde la sonda New Horizons el 14 de julio de 2015.

Kubrick Mons es un accidente geográfico de la superficie de Caronte, satélite del planeta enano Plutón.
La montaña está nombrada en honor al director de cine Stanley Kubrick. Esta denominación fue oficializada por la Unión Astronómica Internacional (IAU) el 11 de abril de 2018.

## Descripción
Kubrick Mons es una prominente montaña que se eleva que se eleva desde una depresión semejante a un foso que la rodea totalmente localizada en la zona llamada Vulcan Planitia, una de las dos principales áreas de la superficie de Caronte.
Ocupa una superficie de 30 por 20 km y se eleva unos 3 km por encima del nivel de Vulcan Planitia, mientras que el foso que la rodea tiene 1 km de profundidad. Presenta en sus caras crestas y bordes afilados, morfologías semejantes a las encontradas en Oz Terra, la otra gran área de Caronte y también más antigua que Vulcan Planitia, por lo que se supone que Kubrik Mons es más antigua que la superficie que la propia Vulcan Planitia. 
Dos son las hipótesis que pueden explicar la presencia del foso que la rodea, o bien por plegado y hundimiento de los materiales preexistentes debido al peso del material nuevo, una erupción criovolcánica probablemente, o bien al extenderse el material de Vulcan Planitia ha rodeado pero no llegado a alcanzar la base de la montaña.